# 赤松明彦
赤松 明彦（あかまつ あきひこ、1953年1月8日 - ）は、インド文学者。京都大学名誉教授。

## 経歴
出生から修学期
1953年、京都府で生まれた。高槻高等学校を経て、京都大学文学部哲学科に入学。哲学科インド哲学史専攻で梶山雄一の下で学んだ。1976年に卒業し、同大学大学院文学研究科に進んだ。修士課程修了し、パリ第3大学に留学。1983年にパリ第3大学インド学第三期博士課程を修了し、文学博士号を取得。
古典文学・哲学者として
1983年に帰国し、京都大学人文科学研究所助手となった。1987年より九州大学助教授。1997年に教授昇格。2001年、母校の京都大学大学院文学研究科教授となった。2010年10月から2014年09月まで、京都大学理事・副学長を務めた。2018年に京都大学を定年退職し、名誉教授となった。その後は、2018年4月より2023年3月まで京都大学白眉センター・センター長として若手研究者の育成に貢献した。

## 著書
- 『楼蘭王国：ロプ・ノール湖畔の四千年』中公新書 2005
- 『バガヴァッド・ギーター 神に人の苦悩は理解できるのか?』岩波書店〈書物誕生 あたらしい古典入門〉2008
- 『インド哲学10講』岩波新書 2018
- 『ヒンドゥー教10講』岩波新書 2021
- 『サンスクリット入門：インドの思想を育んだ「完全な言語」』中公新書 2024[2]

訳書
- 『大乗仏典 中国・日本篇 第1巻 大智度論』龍樹・鳩摩羅什漢訳、梶山雄一共訳、中央公論社 1989
- 『アジアの医学 インド・中国の伝統医学』せりか書房 1991

ピエール・ユアール・ジャン・ボッシー・ギ・マザール著、高島淳・荻本芳信共訳
- バルトリハリ『古典インドの言語哲学』全2巻、平凡社〈東洋文庫〉 1998

1巻『ブラフマンとことば』、2巻『文について』
論文
- Cinii・赤松明彦

動画
- 「インド哲学から寛容を考える」赤松明彦先生(早稲田大学オープンカレッジ)youtube

## 出演
- こころの時代「シリーズ 闘うガンディー」（2025年4月20日、NHK Eテレ）[3]